# Бакунин, Илья Модестович
Илья́ Моде́стович Баку́нин (1801—1841) — генерал-майор (26.03.1839) русской императорской армии, герой русско-турецкой войны 1828—1829 годов и Польской кампании 1831 года, участник Кавказской войны.

## Биография
Происходил из дворян Санкт-Петербургской губернии, сын директора Санкт-Петербургской земледельческой школы тайного советника Модеста Петровича Бакунина от его брака с Степанидой Ивановной Голенищевой-Кутузовой. После ранней смерти родителей вместе с братом Николаем находился под опекой дяди Л. И. Голенищева-Кутузова. Его жена, Надежда Никитична, занималась воспитанием племянников и жила с ними в их имении Ивановском в Лужском уезде.
Военную службу начал в 1817 году юнкером в лейб-гвардии 1-й учебной артиллерийской роте, в 1819 году произведён в прапорщики. В 1825 году Бакунин отличился при подавлении восстания декабристов и получил чин поручика и орден Святой Анны 4-й степени, с 1826 года был адъютантом великого князя Михаила Павловича.
В 1828 году Бакунин принимал участие в войне с Турцией, сражался на Дунайском театре. Находился в делах под Браиловым, Шумлой, Варной, на Камчике и других. 1 июля 1828 года за отличие под Шумлой он был награждён орденом Святого Георгия 4-й степени (№ 4152 по кавалерскому списку Григоровича — Степанова), за Варну получил чин штабс-капитана и орден Святой Анны 2-й степени, а 11 января 1829 года за сражение на Камчике удостоился золотой шпаги с надписью «За храбрость».
В кампании следующего 1829 года Бакунин сражался под Силистрией, затем совершил с армией переход через Балканские горы и дошёл до Адрианополя, где оставался до заключения мира. За отличие получил чин капитана и императорскую корону к ордену Святой Анны 2-й степени.
В 1831 году Бакунин принимал участие в подавлении восстания в Польше, сражался под Остроленкой и штурмовал Варшавские укрепления, за отличие был произведён в полковники, также он получил орден Святого Владимира 3-й степени и польский знак отличия за военное достоинство (Virtuti Militari) 3-й степени.
В 1834 году Бакунин был награждён орденом Святого Станислава 2-й степени со звездой. 26 марта 1839 года он был произведён в генерал-майоры с состоянием по артиллерии и нахождением при великом князе Михаиле Павловиче.
В 1840 году Бакунин был командирован в Отдельный Кавказский корпус для приведения крепостей Закавказского края в оборонительное положение и осмотра артиллерийских гарнизонов Кавказского и Грузинского округов. В январе 1841 года он двинулся с отрядом в 470 человек к Цельмесу, где в то время была резиденция Хаджи-Мурата, и бросился на штурм аула, во время штурма был смертельно ранен и в марте скончался в Хунзахе, куда отступил подполковник Пассек, которому Бакунин передал начальствование над отрядом.

## Награды
- Орден Святой Анны 4-й степени (1825)
- Орден Святого Владимира 4-й степени (16.01.1826)
- Орден Святого Георгия 4-й степени (01.07.1828)
- Орден Святой Анны 2-й степени (20.11.1828)
- Золотая шпага с надписью "За храбрость" (11.01.1829)
- Императорская корона к ордену Святой Анны 2-й степени (15.12.1829)
- Virtuti Militari 3-й ст. (1831)
- Орден Святого Владимира 3-й степени (06.12.1831)
- Знак отличия за военное достоинство 3-й степени (1832)
- Орден Святого Станислава 2-й степени со звездой (26.04.1834)

## Литературная деятельность
И. М. Бакунин известен и как поэт, выпустивший в 1838 г. анонимно и без заглавия весьма интересный поэтический сборник (в литературе обычно называемый «На все и время и пора» — по первой строке первого стихотворения), а также переводивший на французский язык стихотворение А. С. Пушкина «Клеветникам России».

## Семья
Тверской губернатор и предводитель дворянства Тверской губернии тайный советник Александр Павлович Бакунин приходился Илье Модестовичу двоюродным братом, соответственно известный революционер-анархист Михаил Александрович Бакунин был его двоюродным племянником.

## Образ в кино
- «Союз спасения» — актёр Максим Блинов